# Teutamus andrewdavisi
Espèce
Teutamus andrewdavisi est une espèce d'araignées aranéomorphes de la famille des Liocranidae.

## Distribution
Cette espèce est endémique du Sabah en Malaisie,. Elle se rencontre vers le Danum Valley Field Centre.

## Description
Le mâle holotype mesure 5,50 mm et la femelle paratype 5,25 mm.

## Étymologie
Cette espèce est nommée en l'honneur d'Andrew J. Davis.

## Publication originale
- Deeleman-Reinhold, 2001 : Forest spiders of South East Asia: with a revision of the sac and ground spiders (Araneae: Clubionidae, Corinnidae, Liocranidae, Gnaphosidae, Prodidomidae and Trochanterriidae. Brill, Leiden, p. 1-591.